# François Guérif
François Guérif (La Limouzinière, Loira Atlàntic, 16 de novembre de 1944) és un editor i crític de cinema francès. A part de la seva activitat editorial al capdavant de la col·lecció de novel·la negra Rivages/Noir, ha escrit diversos assajos sobre cinema i literatura.

## Biografia
Després dels seus estudis, François Guérif s'interessa per l'univers dels llibres per a "buscar una escapatòria al professorat". Comença com a llibreter. En 1973 obre la llibreria Au Troisième Œil, especialitzada en cinema, la novel·la policíaca i la ciència-ficció. Aquesta llibreria serà traspassada posteriorment a Stéphane Bourgoin.
A partir de 1978, Guérif es converteix en editor, primer a Red Label, i després a Fayard noir. Serà redactor cap i després director de la revista Polar.
En 1986, Édouard de Andréis, director de la llavors independent editorial Rivages, li encarrega de crear les col·leccions Rivages/Noir i Rivages/Thriller. Amb aquestes col·leccions, Guérif revela al món francòfon alguns dels autors anglosaxons de novel·la negra més importants com James Ellroy, David Peace o Dennis Lehane.
Guérif és molt fidel als seus autors, intentant sempre publicar la totalitat de les seves obres amb un mateix traductor. Els seus autors li ho agraeixen. Quan va haver-hi una batalla entre editors per a l'adquisició dels drets de la novel·la LA Confidential, James Ellroy va fer costat Guérif dient : «Els diners no importa. El llibre es fa amb François, o no es fa».
En 1997, François Guérif rep el premi Ellery Queen de millor editor de l'any. Era la primera vegada que un no estatunidenc rebia el premi.
Al gener de 2017, després de més de trenta anys a l'empresa, François Guérif deixa l'editorial Rivages, comprada en 2013 per Actes Sud, per fitxar per l'editorial Gallmeister. El seu fill, Benjamin Guérif, també és editor.

## Publicacions

### Assaig
- François Guérif et Stéphane Levy Klein, Belmondo, París, PAC, coll. « Têtes d'affiche », 1976, 222 p. ISBN 2-853-36014-8
- Marlon Brando, PAC, coll. « Têtes d'affiche », 1977, 251 p. ISBN 2-853-36037-7
- Vincente Minnelli, Paris, Édilig, coll. « Filmo » 8, 1984, 143 p. ISBN 2-856-01077-6
- Claude Chabrol, Un jardin bien à moi, propos recueillis par François Guérif, Paris, Denoël, coll. « Conversations avec… », 1998, 280 p. ISBN 2-207-24632-9
- Claude Chabrol et François Guérif, Comment faire un film, París, Rivages poche, coll. « Petite bibliothèque », 2004, 91 p. ISBN 2-743-61268-1
- James M. Cain, París, Séguier, 1992, 309 p. ISBN 2-840-49000-5
- Le cinéma policier français, éditions Veyrier
- Le film noir américain, éditions Denoël, 1999
- Panthéon noir, éditions Séguier
- Steve McQueen, éditions Denoël, 2001
- Robert Mitchum, éditions Denoël, 2003
- Ciné Miscellanées, Payot, coll. « Petite Bibliothèque Payot », n°. 777, 2007 ISBN 978-2-228-90596-1
- Conversations avec Claude Chabrol, Payot, 2011 ISBN 978-2-228-90683-8
- Du polar. Entretiens avec Philippe Blanchet, Payot, 2013 ISBN 978-2-228-90882-5
- Des moments de cinéma, La Grange Batelière, 2023 ISBN 979-10-97127-36-7

En col·laboració
- John Wayne : le dernier géant / François Pascal ; avec la collaboration de François Guérif et Pascal Mérigeau. París : Éditions du Grand Bouchet, 1979, 111 p.
- Le Dahlia noir : autopsie d'un crime de 1947 à James Ellroy / Stéphane Bourgoin & Jean-Pierre Deloux ; con la participación de François Guérif. Paris : E-dite, 2006, 286 p. ISBN 2-846-08198-0 i ISBN 978-2-846-08198-6

### Traduccions
- Marilyn Monroe (Marilyn : an untold story) / Norman Rosten ; trad. de l'américain par François Guérif. (Précédé de) Marilyn Monroe par elle-même : entretien con Georges Belmont. Paris : Lherminier, 1984, 189 p. (Le Cinéma en mémoire). ISBN 2-862-44029-9
- Vie et mort d'Humphrey Bogart (Humphrey Bogart) / Nathaniel Benchley ; traducido por Jean-Pierre Déporte y François Guérif. Paris : Lherminier, 1979, 239 p. (Le Cinéma en mémoire). ISBN 2-862-44016-7

### Prefacis i aparells crítics
- Bel-Ami / Guy de Maupassant. Paris : Rombaldi, 1976, 405 p. (Le Club des classiques). ISBN 2-231-00159-4
- Miss Harriet: nouvelles / Guy de Maupassant ; prefacios de François Guérif y Dominique Fernandez. Paris : Rombaldi, 1978, 331 p. (Le Club des classiques). ISBN 2-231-00363-5
- Underwood U.S.A. : Balade Sur Les Touches Du Roman Noir Américain de Michel Martens. Bibliografía establecida por François Guérif. Balland, 1980, ISBN 2-715-80277-3
- À la vie, à la mort (Till death do us part) / John Dickson Carr. Paris : Oswald, 1982, 180 p. (Le Miroir obscur ; 44). ISBN 2-730-40152-0
- Cache ta joie ! : et autres textes / Jean-Patrick Manchette ; publ. bajo la dirección de Doug Headline y François Guérif. Paris : Payot et Rivages, 1999, 216 p. (Rivages-Écrits noirs). ISBN 2-743-60498-0
- Coup de passion (Torch number) ; precedido de una entrevista con François Guérif y Jean-Pierre Deloux / James Ellroy. Paris : Rivages, 1990, 97 p. (Rivages noir). ISBN 2-869-30402-1
- High Sierra / William R. Burnett ; traducido del inglés por François Lourbet ; dossier establecido por François Guérif. Paris : C. Bourgois, 1990, 286 p. (10-18 ; 2108. Nuits blêmes). ISBN 2-264-01477-6
- Le Flambeau : 9 contes / Agatha Christie ; seleccionados y presentados par François Guérif. Paris : Librairie des Champs-Élysées, 1981, 218 p. (Les Grands contes fantastiques). ISBN 2-702-41257-2
- Les yeux de la momie : chroniques de cinéma / Jean-Patrick Manchette ; publ. bajo la dir. de Doug Headline et François Guérif. Paris : Rivages, 1997, 507 p. (Rivages-Écrits noirs). Recueil de textes extr. de "Charlie-hebdo", 9 de agosto de 1979-11 de enero de 1982. ISBN 2-743-60261-9
- Le Petit Bleu de la côte ouest, bande dessinée de Tardi, adaptación de la novela policíaca homónima de Jean-Patrick Manchette, Les Humanoïdes Associés, 2005 ISBN 2-731-61670-9

## Filmografia

### Com a actor
- Polar, un film de Jacques Bral, 1984

### Com a guionista
- Caméléone, un film de Benoît Cohen, 1996
- Katia Ismailova, un film de Valeri Todorovski, 1994